# Match de football Japon – Irak (1993)
Le match de football Japon – Irak, appelé aussi Tragédie de Doha par les Japonais, est une rencontre qui s'est disputée le 28 octobre 1993 à Al-Ahly Stadium à Doha, comptant dans les éliminatoires (zone Asie, tour final) de la Coupe du monde 1994.

## Repères
Six nations (Arabie saoudite, Corée du Nord, Corée du Sud, Irak, Iran et Japon) s’affrontent dans un tour final des phases éliminatoires (zone Asie) permettant à deux nations asiatiques d’aller aux États-Unis pour la Coupe du monde 1994. Les six finalistes jouent tous à Doha, au Qatar, dans le cadre d’une poule unique entre le 15 et le 28 octobre 1993. Après quatre journées, voici le classement :
| Équipe          | Pts | J | V | N | D | Bp | Bc | Diff |
| --------------- | --- | - | - | - | - | -- | -- | ---- |
| Japon           | 5   | 4 | 2 | 1 | 1 | 5  | 2  | 3    |
| Arabie saoudite | 5   | 4 | 1 | 3 | 0 | 4  | 3  | 1    |
| Corée du Sud    | 4   | 4 | 1 | 2 | 1 | 6  | 4  | 2    |
| Irak            | 4   | 4 | 1 | 2 | 1 | 7  | 7  | 0    |
| Iran            | 4   | 4 | 2 | 0 | 3 | 5  | 7  | -2   |
| Corée du Nord   | 2   | 4 | 1 | 0 | 4 | 5  | 9  | -4   |

(Victoire = 2 points, Nul = 1 point, défaite = 0 point ; égalité départagée par la différence de buts)
Lors de la quatrième journée, le Japon bat la Corée du Sud 1-0, prenant ainsi la première place avant le dernier match. Bien qu’un point sépare le 1er et le 5e et que seule la Corée du Nord est d’ores et déjà éliminée, le Japon peut se qualifier avec une victoire. Il peut aussi se qualifier avec un match nul si dans le même temps la Corée du Sud ou l’Arabie saoudite ne gagnent pas et que l’Iran ne batte pas l’Arabie saoudite par plus de quatre buts.

## La cinquième et dernière journée: le drame du football japonais
Le match se tient le 28 octobre 1993, simultanément avec Corée du Sud - Corée du Nord et Arabie saoudite-Iran, tous à Doha. Le Japon ouvre tout d'abord la marque à la cinquième minute par Kazuyoshi Miura, mais l’Irak égalise après la mi-temps. Il reprend ensuite l’avantage à la 80e minute grâce à Masashi Nakayama. Le Japon mène 2-1 à la 90e minute, synonyme de qualification.
Les autres matchs se sont terminés plus tôt, avec la victoire des sud-coréens 3-0 et la victoire saoudienne 4-3 sur les iraniens. Cela signifie donc que le Japon doit tenir ce score pour se qualifier.
Cependant, le Japon laissa le ballon à l’Irak, et lorsqu’on entra dans le temps additionnel, le joueur irakien Jaffar Omran Salman inscrit un but à la suite d’un corner, remettant les deux équipes à égalité 2-2. Juste après ce but, l’arbitre siffle la fin du match et les deux équipes furent éliminées.
Il s'agit de la quatrième confrontation entre les deux sélections, et l'Irak reste sur deux victoires contre le Japon, la dernière fois le 28 novembre 1982. Le Japon n'a jamais gagné contre l'Irak en trois confrontations.

### Feuille de match
| 28 octobre 1993 16:15 UTC+3 | Japon                   | 2 - 2 | Irak                      | Al-Ahly Stadium, Doha                              |                                                    |
|                             | Miura 5e · Nakayama 80e |       | 54e S. Radhi · 90e Salman | Spectateurs : 4 000 Arbitrage : Serge Muhmenthaler | Spectateurs : 4 000 Arbitrage : Serge Muhmenthaler |
|                             | Rapport                 |       |                           | Spectateurs : 4 000 Arbitrage : Serge Muhmenthaler | Spectateurs : 4 000 Arbitrage : Serge Muhmenthaler |

| Japon | Irak |

| Japon :         |    |                      |     |     |
|                 |    |                      |     |     |
| G               | 1  | Shigetatsu Matsunaga | 84e |     |
| D               | 3  | Toshinobu Katsuya    | 10e |     |
| D               | 4  | Takumi Horiike       |     |     |
| D               | 5  | Tetsuji Hashiratani  |     |     |
| D               | 7  | Masami Ihara         |     |     |
| M               | 10 | Ruy Ramos            |     |     |
| M               | 15 | Mitsunori Yoshida    |     |     |
| M               | 17 | Hajime Moriyasu      |     |     |
| A               | 11 | Kazuyoshi Miura      |     |     |
| A               | 12 | Kenta Hasegawa       |     | 59e |
| A               | 16 | Masashi Nakayama     |     | 80e |
| Remplaçants :   |    |                      |     |     |
|                 | 8  | Masahiro Fukuda      |     | 59e |
|                 | 9  | Nobuhiro Takeda      |     | 80e |
| Sélectionneur : |    |                      |     |     |
| Hans Ooft       |    |                      |     |     |

| Irak :          |    |                     |     |     |
|                 |    |                     |     |     |
| G               | 21 | Ibrahim Salim Saad  |     |     |
| D               | 14 | Salim Hussein       |     |     |
| D               | 4  | Swadi Radhi         |     |     |
| D               | 2  | Samir Kadhim Hassan |     |     |
| D               | 3  | Saad Abdul          | 80e |     |
| M               | 22 | Bassam Raouf Hamed  |     | 71e |
| M               | 12 | Mohammed Jassim     |     | MTe |
| M               | 7  | Naem Saddam Minshed |     |     |
| A               | 17 | Laith Hussein       |     |     |
| A               | 9  | Ala Kadhim          |     |     |
| A               | 8  | Ahmad Radhi         | 23e |     |
| Remplaçants :   |    |                     |     |     |
|                 | 16 | Jaffar Omran Salman |     | MTe |
|                 | 5  | Abdul Jabar Hanoon  |     | 71e |
| Sélectionneur : |    |                     |     |     |
| Ammo Baba       |    |                     |     |     |

## L'après-match
Après la cinquième et dernière journée, voici le classement final, déterminant les deux qualifiés pour le mondial :
| Equipe          | Pts | J | V | N | D | Bp | Bc | diff |
| --------------- | --- | - | - | - | - | -- | -- | ---- |
| Arabie saoudite | 7   | 5 | 2 | 3 | 0 | 8  | 6  | 2    |
| Corée du Sud    | 6   | 5 | 2 | 2 | 1 | 9  | 4  | 5    |
| Japon           | 6   | 5 | 2 | 2 | 1 | 7  | 4  | 3    |
| Irak            | 5   | 5 | 1 | 3 | 1 | 9  | 9  | 0    |
| Iran            | 4   | 5 | 2 | 0 | 3 | 8  | 11 | -3   |
| Corée du Nord   | 2   | 5 | 1 | 0 | 4 | 5  | 12 | -7   |

L’Arabie saoudite prend la première place grâce à sa victoire 4-3 sur l’Iran. Le Japon et la Corée du Sud sont à égalité mais la Corée du Sud possède une meilleure différence de buts, lui permettant ainsi de se qualifier.
Par conséquent, les joueurs Toshinobu Katsuya et Mitsunori Yoshida arrêtent leur carrière internationale après ce match alors que dans le même temps le sélectionneur néerlandais Marius Johan Ooft est limogé le 11 novembre 1993. Beaucoup arrêteront en 1995 la sélection nationale. Seuls Masashi Nakayama et Masami Ihara iront à la Coupe du monde 1998.
Dans le classement FIFA, le 22 octobre 1993, le Japon est 44e et la deuxième nation asiatique derrière la Corée du Sud. Alors que le 19 novembre 1993, il est 43e mais est devenu la troisième nation asiatique derrière les deux qualifiés pour le Mondial 94 (Arabie saoudite et Corée du Sud). Il atteindra la 54e place en mai 1994, soit la quatrième nation asiatique, devancé par la Chine.
Cette désillusion eut pour conséquence un renouveau pour le football japonais, puisqu’après la sélection nipponne réussit à se qualifier pour les éditions suivantes de la coupe du monde.

## Réactions
Voici la réaction de deux acteurs de ce match marquant pour les japonais :
- « Je ne me souviens pas de l'ambiance dans le vestiaire après la rencontre, ni des interviews d'après-match, ni du retour à l'hôtel en bus. Je m'étais entièrement consacré à mon rêve de Coupe du monde. Nous avions fait tellement de stages que j'avais passé plus de temps avec mes coéquipiers qu'avec ma famille. J'avais la Coupe du monde devant mes yeux, mais quand je suis allé la chercher, elle s'est évaporée dans les airs. » Hajime Moriyasu[3]
- « Cela a été un match magnifique entre deux équipes qui voulaient la victoire à tout prix. Même si nous n'avons pas gagné, je considère ce match comme l'un des meilleurs de ma carrière. Les Irakiens ont joué viril, mais correct, avec beaucoup de fierté. Je suis tombé sur eux à l'hôtel ce soir-là. Je me souviens qu'ils m'avaient dit que le Japon avait une équipe fantastique. Je les ai remerciés et je leur ai dit qu'eux aussi, avaient une équipe fantastique. » Ruy Ramos[3]

On retrouve cela dans le manga Captain Tsubasa - World Youth dans le premier tome et le mentionne une seconde fois dans le tome 18, lors de la finale du mondial des moins de 20 ans, lorsque le Brésil égalise à la 91e minute grâce à Natoleza contre le Japon de Tsubasa Ohzora (2-2). De même dans le manga Heaven Eleven de Hideki Ōwada, il est fait référence à deux reprises à la Tragédie de Doha (Volume 1, Kick 4 : La tragédie de Dōha ; Volume 2, Kick 7 : Il faut investir le Temple de Dōha).